# Арборио (сорт риса)
Арборио — сорт короткозернового риса, названный в честь коммуны Арборио, находящейся на территории Паданской равнины Италии, где он растет.
Арборио — круглый рис, в приготовленном виде приобретает кремовость и «резиновость», за счет высокой доли содержания амилопектина в крахмале. Используется для приготовления ризотто и в приготовлении рисового пудинга.
Арборио — сорт японской группы сортов посевного риса.